# Strtenica
Strtenica je naselje u slovenskoj Općini Šmarje pri Jelšahu. Strtenica se nalazi u pokrajini Štajerskoj i statističkoj regiji Savinjskoj. 

## Stanovništvo
Prema popisu stanovništva iz 2002. godine naselje je imalo 97 stanovnika.